# Tapirus terrestris colombianus
Tapirus terrestris colombianus es la denominación científica de una de las subespecies en que se divide la especie Tapirus terrestris, un mamífero perisodáctilo del género Tapirus de la familia de los tapíridos, denominada popularmente como «tapir sudamericano», «tapir de las tierras bajas», o «tapir amazónico». Esta subespecie se distribuye en el centro de Sudamérica. Entre sus nombres comunes posee los de: danta colombiana o danta de la Sierra Nevada de Santa Marta.

## Distribución
Esta subespecie se distribuye en selvas primarias, con bajas densidades de poblaciones humanas, en áreas tropicales de baja altitud al norte de la Cordillera Central en el norte de Colombia, y en valles interandinos. En la Sierra Nevada de Santa Marta, departamento de la Guajira, registros de huellas indicarían que aún sobrevive allí. Necesita confirmación su presencia en la serranía de San Lucas y en el parque nacional natural Paramillo.
Se encuentra extinta en los departamentos de Atlántico y Córdoba (Socorré, alto río Sinú). Presenta poblaciones en los departamentos de Bolívar y del Magdalena, con colectas en El Orinoco, río César, río Guaimaral, Dibulla, Cacagualito, Sierra Nevada de Santa Marta, etc. En el departamento de Antioquia es cuestionable su presencia en el noroeste departamental, basada en un registro en el municipio de Murindó, en el fronterizo departamento de Chocó, aunque sí habita en el sector noreste, en los municipios de Anorí, Remedios, y Segovia; posiblemente también en los municipios de Zaragoza y Amalfi, en su parte norte. En el pasado es posible que haya habitado en otros municipios donde hoy no está presente: Maceo, Puerto Berrío, Vegachí, Yalí, Yolombó, etc.
La subespecie no pasa al oeste del río Atrato en el departamento de Chocó, ni al norte del río Ranchería, en el de La Guajira. Se sospechó que los tapires de la cuenca del lago Maracaibo en Venezuela podrían pertenecer a esta subespecie.

## Taxonomía
Esta subespecie fue descrita originalmente por el mastozoólogo estadounidense Philip Hershkovitz en el año 1954, basado en diferencias craneales y de su morfología externa e interna.
El material del ejemplar tipo es el cráneo y la piel de un macho joven capturado por Philip Hershkovitz en el 15 de julio de 1942 (número original 438). Fue depositado en la colección del United States National Museum (USNM) Holotipo: USNM 281389. 
La localidad tipo es: «El Salado, vertiente oriental de la Sierra Nevada de Santa Marta, carretera entre Valencia y Pueblo Bello, en una altitud de 430 msnm, departamento del Magdalena, Colombia».
Su coloración es notablemente más pálida que los tapires de las Guayanas y el este de Sudamérica (Tapirus terrestris terrestris), y ligeramente más oscuro y menos gris que Tapirus terrestris spegazzinii  del Mato Grosso y el Chaco, el cual se sitúa en el extremo opuesto de la gama de coloración de la especie.

## Hábitat
Esta subespecie habita, generalmente asociada a cursos fluviales o zonas pantanosas, en selvas tropicales primarias, en altitudes desde el nivel del mar hasta generalmente los 700 m s. n. m.

## Costumbres
Hábitos
Se trata de un taxón de hábitos solitarios o limitado a pequeños grupos familiares, los que emplean para sus contactos entre la densa vegetación un silbido de tono alto. 
Delimita su territorio mediante pilas de excrementos, el orinado localizado, y la marcación olfativa de ramas mediante glándulas faciales.
Alimentación
Posee sitios de descanso y otros de alimentación; se traslada entre ellos mediante el uso de senderos.
Se alimenta en el crepúsculo o durante la noche. Su dieta es herbívora; emplea su probóscide (nariz móvil) para asir su alimento, el cual consiste principalmente en hojas, frutos, etc.
Predadores
Sus principales predadores son el yaguareté (Panthera onca) y el puma (Puma concolor). A ellos se suma el ser humano, pues esta especie es cazada para servir de alimento o como trofeo de caza deportiva.
Reproducción
Pare sólo una cría (de entre 4 y 7 kg) luego de una gestación de entre 392 y 405 días. Su color es diferente al de los adultos: sobre una base de castaño oscuro presenta motas y bandas longitudinales de color blanco; esta librea la mantendrá hasta los 8 meses. Por 10 u 11 meses la cría vive junto a la madre, hasta que esta tiene un nuevo encuentro sexual con un macho (las cópulas ocurren cada 2 años);  en ese momento la cría pasa a ser independiente, alcanzando su  madurez sexual a los 2 años en el caso de las hembras y a los 4 cuando se trata de los machos.

## Conservación
Esta subespecie está incluida en el apéndice II del CITES. A nivel nacional, Colombia lo categoriza como «especie en Peligro Crítico». 
La reducción de su hábitat natural y la caza sin control son las principales causas de su retroceso numérico. Su hábitat sufre la extracción maderera, la quema para eliminar la selva, expandiendo así la frontera agrícola-ganadera. Le es indispensable para poder sobrevivir la conservación de grandes selvas tropicales. Ha sufrido extinciones locales generando poblaciones cada vez más fragmentadas y pequeñas.
La Lista Roja de la Unión Internacional para la Conservación de la Naturaleza (UICN) lo cataloga como En Peligro.